# The Pillow Book
The Pillow Book es una película de carácter iniciático dirigida por Peter Greenaway en 1996, cuyo título hace referencia a la costumbre japonesa de guardar en las almohadas, que eran de cerámica o de madera huecas, los diarios íntimos. Nagiko -narradora y protagonista- va contando su proceso de aprendizaje, proceso que se simboliza en el paso de ser soporte de escritura a convertirse ella misma en "pincel"; y que tiene, como etapas intermedias, el conocimiento del amor, de la muerte y de la venganza.
En cuanto a la forma, de estructura circular, sigue presente la constante necesidad de Greenaway de romper con el lenguaje cinematográfico tradicional. En este caso, la ruptura se realiza por medio de la yuxtaposición simultánea de imágenes –recurso de clara filiación nipona, perceptible no sólo en su lengua, sino también en su literatura (téngase en cuenta que la composición poética nipona más popular es el haiku, uno de cuyos principios es la contraposición de impresiones)-. Esta técnica tiene como función completar o adelantar lo que ocurre/se dice o va a suceder.
Hacia la mitad de la película, se hace una cita del Makura no Sōshi que, en cierto modo, la resume:

Dos cosas no nos han de faltar: las delicias de la carne y las delicias de la literatura.

## Argumento
La protagonista es Nagiko, una niña cuya familia valora la etiqueta y sutileza de la literatura y la pintura. Cada cumpleaños su padre, que es calígrafo, le dibuja en la cara una bendición tradicional. Pero la familia es pobre y el padre va pagando su deuda a un editor con favores homosexuales. Casada con el hijo adoptivo de aquel, el matrimonio es un fracaso y el marido quema la biblioteca de Nagiko. La muchacha se escapa a Tokio y se convierte en una modelo de éxito. Los recuerdos familiares son muy fuertes y debe encontrar su equivalente adulto insistiendo para que sus amantes le den placer escribiendo sobre su cuerpo. Sin embargo, la insuficiencia de éstos ya en el terreno de la caligrafía, ya en el sexual hacen que Nagiko sólo pueda tener momentos de éxtasis, pero no una relación duradera. Persuadida por Hoki, un fotógrafo joven que está desesperadamente enamorado de ella, intenta publicar un texto, pero es rechazado por el mismo editor que humilló a su padre. Al saber que el editor tiene como compañero a Jerome, Nagiko decide seducirlo. Sin embargo, las cosas no suceden como ella lo había planeado, porque se enamora del inglés.
Jerome sugiere a Nagiko que escriba de nuevo el libro pero ahora sobre su cuerpo y que él lo presentará al editor para su publicación. Nagiko cubre a su amante con un texto que anuncia poéticamente un plan con otros doce más, donde el cuerpo y la palabra se consideran indivisibles.
El editor no permite que el inglés le abandone y Nagiko es testigo de los encuentros sexuales de ambos. Furiosa, seduce a otro amante ocasional que le provee de piel para escribir. Cuando se entera, el inglés siente celos e incitado por Hoki,intenta fingir su muerte con una catalepsia inducida por pastillas que termina en un suicidio involuntario.
En honor a su aflicción y amor, Nagiko pasa un día y una noche escribiendo un apasionado poema erótico en el cuerpo sobre el amante (Libro VI: Libro del enamorado). Tras el entierro de Jerome, Nagiko quema su lujoso apartamento de Tokio, abandona la ciudad y vuelve a la casa de sus padres muertos.
Hoki cuenta al editor que la muchacha ha escrito un texto sobre el cuerpo de Jerome. El editor lo exhuma en secreto, lo despelleja y manda encuadernar el poema. Nagiko, que ha quedado embarazada de Jerome, se entera de lo sucedido y toma la determinación de llevar a cabo su antiguo plan. Al principio el editor interpreta de una forma errónea su intención, terminando por comprender que los muchachos enviados a su casa son un trato para lograr un entierro decente del «libro-almohada» de la piel de Jerome. Finalmente, el decimotercer y último texto llega bellamente caligrafiado en la piel de un joven aprendiz de sumo. Es el Libro de la muerte. El editor toma conciencia de su fin, entrega el libro-almohada y permite que el joven sea su ejecutor.
La piel caligrafiada es devuelta finalmente a Nagiko, quien se hace tatuar el texto en su propio cuerpo, y lo entierra en la maceta de un bonsái.
La película finaliza con Nagiko escribiendo una felicitación sobre el rostro de su hija y reconociendo que ahora sí está preparada para escribir un diario.